# Panday
Panday (fabbro in lingua filippina) è un personaggio dei fumetti ideato da Carlo J. Caparas e Steve Gan, pubblicato dalla Filipino Comics. Fece il suo esordio nel marzo 1979 nel numero 928 della rivista Filipino Comics ed è diventato una delle icone più importanti del fumetto supereroico filippino, grazie soprattutto all'adattamento cinematografico uscito del 1980 con protagonista Fernando Poe Jr.; sin da allora il personaggio ha ispirato numerose altre pellicole e serie televisive.
Panday è l'alter ego di Flavio, un umile fabbro che decide di forgiare il metallo di una meteora in un pugnale dai poteri speciali, con lo scopo di liberare il suo villaggio oppresso dalle forze maligne di Lizardo.

## Cinema
- Ang Panday di Fernando Poe Jr. (1980)
- Pagbabalik ng Panday di Fernando Poe Jr. (1981)
- Ang Panday: ikatlong yugto di Fernando Poe Jr. (1982)
- Ang Panday IV: ika-apat na aklat di Fernando Poe Jr. (1984)
- Ang Panday di Rico Gutierrez e Mac Alejandre (2009)
- Ang Panday 2 di Mac Alejandre (2011)
- Ang Panday (2017)

## Televisione
- Ang Panday - serie televisiva del 2005
- Panday Kids - serie televisiva del 2009
- Ang Panday - serie televisiva del 2016